# Yoshio Abe
Yoshio Abe (阿部 余四男, Abe Yoshio), né le 3 janvier 1891 - décédé le 22 avril 1960, est professeur de zoologie à l'université de Karahuto.
Il est le premier scientifique japonais à étudier le genre Kinorhyncha.  
L’espèce Dracoderes abei est nommée en son honneur.
L’espèce de Chiroptera à moustaches Myotis abei (Yoshikura 1944) et de Hynobius abei sont nommées en son honneur par Ikio Satō, l'un de ses étudiants.

## Source de la traduction
- (en) Cet article est partiellement ou en totalité issu de l’article de Wikipédia en anglais intitulé « Yoshio Abe » (voir la liste des auteurs).